# Сарибулак (Конаєвська міська адміністрація)
Сарибула́к (каз. Сарыбұлақ) — село у складі Конаєвської міської адміністрації Алматинської області Казахстану. Входить до складу Шенгельдинського сільського округу.
Населення — 764 особи (2021; 745 у 2009, 1389 у 1999, 1363 у 1989).

## Історія
У радянські часи село називалось Совхоз Капчагайський.